# Festivalul de Film de la Pula

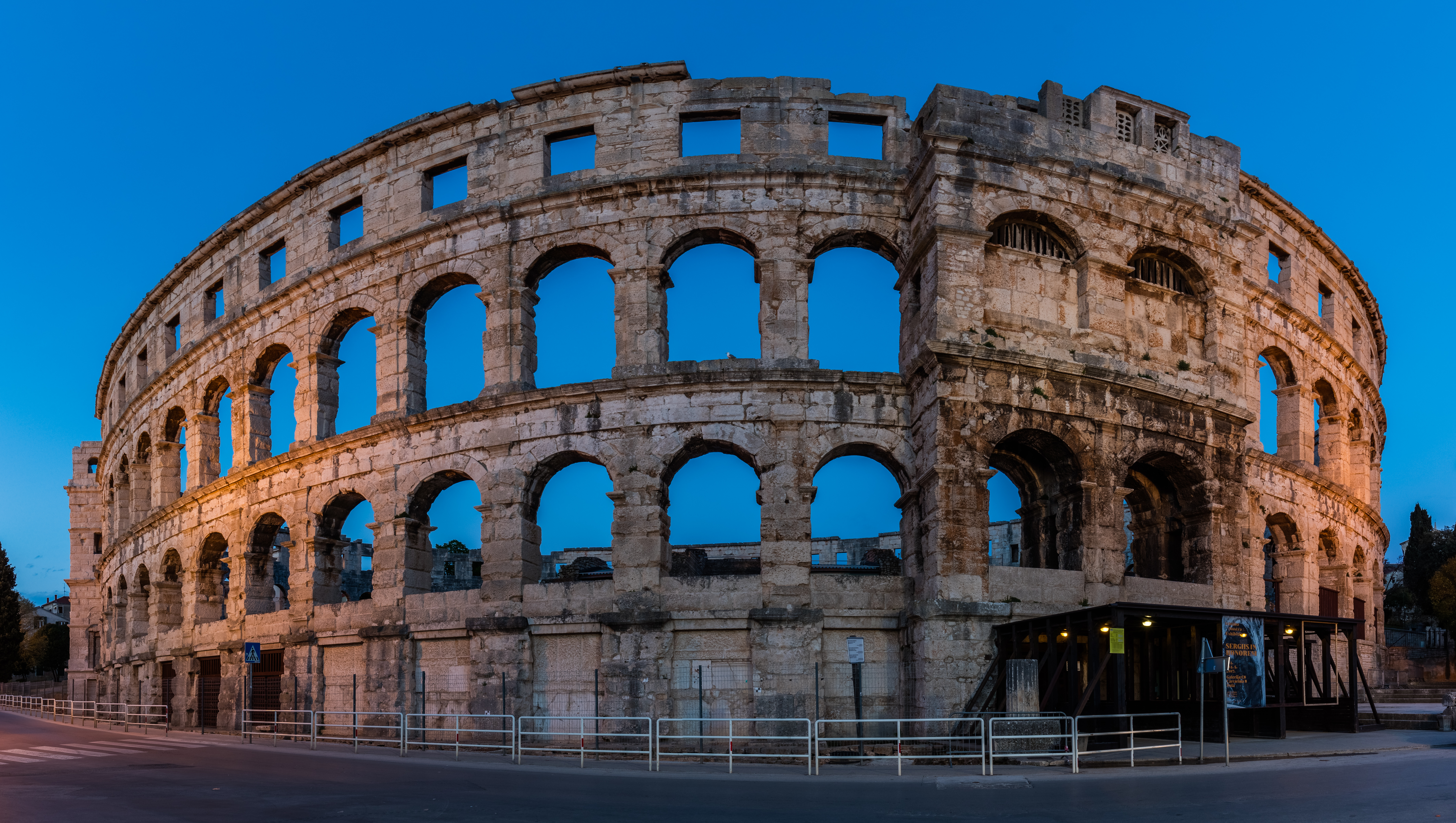
Arena sau amfiteatrul din Pula

Festivalul de Film de la Pula (în croată Pulski filmski festival) este un festival de film anual din Croația înființat în 1954. Are loc într-un amfiteatru roman cunoscut sub numele de Arena Pula. Festivalul de Film de la Pula este cel mai vechi festival de film croat și este de obicei ținut vara, în luna iulie sau august. Premiul oferit la festival se numește Zlatna arena (Arena de Aur) și este echivalentul croat al Premiilor americane Oscar, al premiilor britanice BAFTA, al premiilor Goya din Spania, al Premiului César din Franța etc.
Festivalul a început inițial în 1954, iar în câțiva ani a devenit evenimentul central al industriei cinematografiei iugoslave, primele premii naționale fiind oferite la ediția din 1957. Aceasta a durat până în 1991, când festivalul a fost anulat din cauza destrămării Iugoslaviei, dar a fost reluat în 1992, de data aceasta ca festival croat de premii de film. A avut loc în fiecare an de la reluarea sa din 1992 ca festival croat (cu excepția ediției din 1994, care a fost anulată deoarece un singur film croat a fost realizat în ultimele 12 luni).

## Istorie
A fost fondat în 1954 și a fost numi pur și simplu  Festivalul de Film până în 1958 când a fost redenumit ca Festivalul de Film Iugoslav și, în curând, a devenit cel mai important festival național de film din Republica Socialistă Federativă Iugoslavia. Din 1961, denumirea oficială a fost Festivalul de Film de Lungmetraj Iugoslav din Pula. Pe parcursul următoarelor decenii, festivalul a câștigat o recunoaștere internațională considerabilă, împreună cu industria cinematografică iugoslavă, care a continuat să prospere începând cu anii 1960. Multe companii de producție de film au fost înființate în curând în toată fosta Iugoslavie, astfel încât industria a creat în fiecare an aproximativ 20 de filme noi care erau distribuite pe plan național. Aceste filme au concurat pentru numeroase premii la festival, deoarece categoriile de atribuire și conceptul festivalului au fost modelate după Premiile Oscar.

## Premii

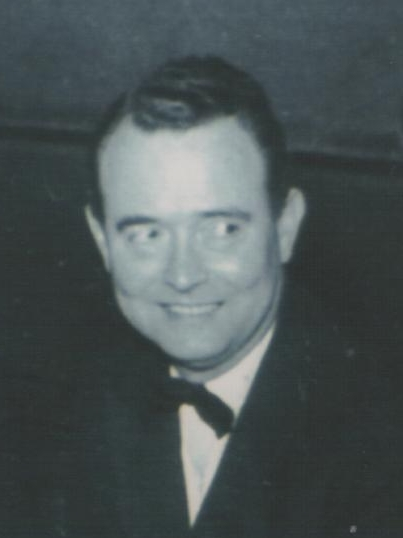
Regizorul František Čáp

În cadrul programului competitiv național (croat) sunt acordate următoarele premii la categoriile:
- Marea Arenă de Aur pentru cel mai bun film (Velika zlatna arena za najbolji film),
- Arena de Aur pentru cel mai bun regizor (Zlatna arena za režiju),
- Arena de Aur pentru cel mai bun scenariu (Zlatna arena za scenarij),
- Arena de Aur pentru cea mai bună actriță (Zlatna arena za najbolju glavnu žensku ulogu),
- Arena de Aur pentru cel mai bun actor (Zlatna arena za najbolju glavnu mušku ulogu),
- Arena de Aur pentru cea mai bună actriță în rol secundar (Zlatna arena za najbolju sporednu žensku ulogu),
- Arena de Aur pentru cel mai bun actor în rol secundar (Zlatna arena za najbolju sporednu mušku ulogu),
- Arena de Aur pentru cele mai bune decoruri, Arena de Aur pentru cea mai bună imagine (Zlatna arena za montažu),
- Arena de Aur pentru cele mai bune costume (Zlatna arena za kostimografiju),
- Arena de Aur pentru cea mai bună scenografie (Zlatna arena za scenografiju),
- Arena de Aur pentru cea mai bună muzică (Zlatna arena za glazbu) și altele.

Se mai acordă premiile:
- Zlatna Breza (Mesteacănul galben) pentru cel mai bun regizor debutant,
- Nagrada Oktavijan (Premiul Octavian)[5] acordat pentru cel mai bun film de Asociația Criticilor Croați de Film în mai multe categorii și Zlatna vrata Pule (Poarta de Aur) pentru cel mai bun film votat de audiența festivalului.

Se mai acordă premii pentru minoritățile din Croația:
- Arena de Aur pentru cel mai bun film în coproducția minorităților (Zlatna arena za najbolji film u manjinskoj koprodukciji) (Sieranevada de Cristi Puiu în 2016),
- Arena de Aur pentru cel mai bun regizor în coproducția minorităților (Zlatna arena za režiju u manjinskoj koprodukciji)
- Arena de Aur pentru cel mai bun actor în coproducția minorităților (Zlatna arena za glumačko ostvarenje u manjinskoj koprodukciji).

### Marea Arenă de Aur pentru cel mai bun film
Marea Arenă de Aur pentru cel mai bun film (în croată Velika zlatna arena za najbolji film, în sârbă Златна арена за најбољи филм) este un premiu care se acordă la Festivalul de Film de la Pula pentru cel mai bun film iugoslav (1955-1990) și croat (1991-prezent) produs în ultimele 12 luni.
În 1954, nu a existat un juriu al festivalului și s-a acordat câte un premiu separat, unul la alegerea criticilor (Vesna de František Čap) și unul la alegerea publicului (Stojan Mutikaša de Fedor Hanžeković).
În 1955 premiul Marea Arenă de Aur pentru cel mai bun film a fost primit neoficial de Trenutki odločitve regizat de František Čap. Anul următor, premiul Marea Arenă de Aur nu a fost acordat. Următorul tabel cuprinde toți câștigătorii din 1955 până în 1980. Din 1957 au fost acordate premii pentru locul întâi, al doilea și al treilea. În 1965, premiul pentru locul doi nu a fost acordat.
Din 1961 până în 1968 Marea Arenă de Aur s-a acordat pentru cel mai bun film (locul întâi), locul doi s-a numit Marea Arenă de Argint și locul trei s-a numit Arena de Argint. Din 1969 până în 1980 locul trei s-a numit Marea Arenă de Bronz.

## Filme premiate

### 1955 – 1980
| An   | Premiu                                        | Titlu internațional                           | Titlu original                                | Regizor(i)                                    |
| ---- | --------------------------------------------- | --------------------------------------------- | --------------------------------------------- | --------------------------------------------- |
| 1955 | 1                                             | Moments of Decision                           | Trenutki odločitve                            | František Čap                                 |
| 1956 | Premiul Marea Arenă de Aur nu a fost acordat. | Premiul Marea Arenă de Aur nu a fost acordat. | Premiul Marea Arenă de Aur nu a fost acordat. | Premiul Marea Arenă de Aur nu a fost acordat. |
| 1957 | 1                                             | Priests Ćira and Spira                        | Pop Ćira i pop Spira                          | Soja Jovanović                                |
| 1957 | 2                                             | Master of His Own Body                        | Svoga tela gospodar                           | Fedor Hanžeković                              |
| 1957 | 3                                             | Saturday Night                                | Subotom uveče                                 | Vladimir Pogačić                              |
| 1958 | 1                                             | H-8                                           | H-8                                           | Nikola Tanhofer                               |
| 1958 | 2                                             | The Road a Year Long                          | Cesta duga godinu dana                        | Giuseppe De Santis                            |
| 1958 | 3                                             | The Sky Through the Trees                     | Kroz granje nebo                              | Stole Janković                                |
| 1959 | 1                                             | Train Without a Timetable                     | Vlak bez voznog reda                          | Veljko Bulajić                                |
| 1959 | 2                                             | Three Quarters of a Sun                       | Tri četrtine sonca                            | Jože Babič                                    |
| 1959 | 3                                             | Five Minutes of Paradise                      | Pet minuta raja                               | Igor Pretnar                                  |
| 1960 | 1                                             | The Ninth Circle                              | Deveti krug                                   | France Štiglic                                |
| 1960 | 2                                             | Atomic War Bride                              | Rat                                           | Veljko Bulajić                                |
| 1960 | 3                                             | Three Girls Named Anna                        | Tri Ane                                       | Branko Bauer                                  |
| 1961 | 1                                             | Ballad About a Trumpet and a Cloud *          | Balada o trobenti in oblaku                   | France Štiglic                                |
| 1961 | 1                                             | The First Fires *                             | Uzavreli grad                                 | Veljko Bulajić                                |
| 1961 | 2                                             | The Party                                     | Veselica                                      | Jože Babič                                    |
| 1961 | 3                                             |                                               | Pesma                                         | Radoš Novaković                               |
| 1962 | 1                                             | Kozara                                        | Kozara                                        | Veljko Bulajić                                |
| 1962 | 2                                             |                                               | Saša                                          | Radenko Ostojić                               |
| 1962 | 3                                             |                                               | Prekobrojna                                   | Branko Bauer                                  |
| 1963 | 1                                             | Face to Face                                  | Licem u lice                                  | Branko Bauer                                  |
| 1963 | 2                                             |                                               | Radopolje                                     | Stole Janković                                |
| 1963 | 3                                             | Wild Growth                                   | Samorastniki                                  | Igor Pretnar                                  |
| 1964 | 1                                             | Official Position                             | Službeni položaj                              | Fadil Hadžić                                  |
| 1964 | 2                                             |                                               | Marš na Drinu                                 | Žika Mitrović                                 |
| 1964 | 3                                             | Don't Cry, Peter                              | Ne joči, Peter                                | France Štiglic                                |
| 1965 | 1                                             | Prometheus of the Island *                    | Prometej s otoka Viševice                     | Vatroslav Mimica                              |
| 1965 | 1                                             | Three *                                       | Tri                                           | Aleksandar Petrović                           |
| 1965 | 2                                             | Premiul pentru locul doi nu a fost acordat.   | Premiul pentru locul doi nu a fost acordat.   | Premiul pentru locul doi nu a fost acordat.   |
| 1965 | 3                                             |                                               | Doći i ostati                                 | Branko Bauer                                  |
| 1966 | 1                                             | Monday or Tuesday                             | Ponedjeljak ili utorak                        | Vatroslav Mimica                              |
| 1966 | 2                                             | The Climber*                                  | Štićenik                                      | Vladan Slijepčević                            |
| 1966 | 2                                             | Rondo *                                       | Rondo                                         | Zvonimir Berković                             |
| 1966 | 3                                             | The Dream                                     | San                                           | Puriša Đorđević                               |
| 1967 | 1                                             | I Even Met Happy Gypsies                      | Skupljači perja                               | Aleksandar Petrović                           |
| 1967 | 2                                             | The Morning                                   | Jutro                                         | Puriša Đorđević                               |
| 1967 | 3                                             | The Birch Tree *                              | Breza                                         | Ante Babaja                                   |
| 1967 | 3                                             | On Paper Planes *                             | Na avionima od papira                         | Matjaž Klopčič                                |
| 1968 | 1                                             | Cînd voi fi mort și livid                     | Kad budem mrtav i beo                         | Živojin Pavlović                              |
| 1968 | 2                                             | Noon                                          | Podne                                         | Puriša Đorđević                               |
| 1968 | 3                                             | I Have Two Mothers and Two Fathers            | Imam dvije mame i dva tate                    | Krešimir Golik                                |
| 1969 | 1                                             | Downstream from the Sun                       | Nizvodno od sunca                             | Fedor Škubonja                                |
| 1969 | 2                                             | An Event                                      | Događaj                                       | Vatroslav Mimica                              |
| 1969 | 3                                             | It Rains in My Village                        | Biće skoro propast sveta                      | Aleksandar Petrović                           |
| 1970 | 1                                             | Handcuffs                                     | Lisice                                        | Krsto Papić                                   |
| 1970 | 2                                             | The Cyclists                                  | Biciklisti                                    | Puriša Đorđević                               |
| 1970 | 3                                             | This Crazy World of Ours                      | Bube u glavi                                  | Miloš Radivojević                             |
| 1971 | 1                                             | Red Wheat                                     | Rdeče klasje / Crveno klasje                  | Živojin Pavlović                              |
| 1971 | 2                                             | The Pine Tree in the Mountain                 | U gori raste zelen bor                        | Antun Vrdoljak                                |
| 1971 | 3                                             | The Bet                                       | Opklada                                       | Zdravko Randić                                |
| 1972 | 1                                             | The Master and Margaret                       | Maestro i Margarita                           | Aleksandar Petrović                           |
| 1972 | 2                                             | Lone Wolf                                     | Vuk samotnjak                                 | Obrad Gluščević                               |
| 1972 | 3                                             | How to Die                                    | Kako umrijeti                                 | Miomir Stamenković                            |
| 1973 | 1                                             | The Battle of Sutjeska                        | Sutjeska                                      | Stipe Delić                                   |
| 1973 | 2                                             | The Bombardiers                               | Bombaši                                       | Predrag Golubović                             |
| 1973 | 3                                             | To Live on Love                               | Živjeti od ljubavi                            | Krešimir Golik                                |
| 1974 | 1                                             | The Republic of Užice                         | Užička republika                              | Žika Mitrović                                 |
| 1974 | 2                                             | The Dervish and Death                         | Derviš i smrt                                 | Zdravko Velimirović                           |
| 1974 | 3                                             |                                               | Crveni udar                                   | Predrag Golubović                             |
| 1975 | 1                                             | The House                                     | Kuća                                          | Bogdan Žižić                                  |
| 1975 | 2                                             | Wintering in Jakobsfeld                       | Zimovanje u Jakobsfeldu                       | Branko Bauer                                  |
| 1975 | 3                                             | Story of Good People                          | Povest o dobrih ljudeh                        | France Štiglic                                |
| 1976 | 1                                             | Idealist                                      | Idealist                                      | Igor Pretnar                                  |
| 1976 | 2                                             | The Longest Journey                           | Najdolgiot pat                                | Branko Gapo                                   |
| 1976 | 3                                             | Anno Domini 1573                              | Seljačka buna 1573                            | Vatroslav Mimica                              |
| 1977 | 1                                             | Don't Lean Out the Window                     | Ne naginji se van                             | Bogdan Žižić                                  |
| 1977 | 2                                             | Operation Stadium                             | Akcija stadion                                | Dušan Vukotić                                 |
| 1977 | 3                                             | Beloved Love                                  | Ljubavni život Budimira Trajkovića            | Dejan Karaklajić                              |
| 1978 | 1                                             | Occupation in 26 Pictures                     | Okupacija u 26 slika                          | Lordan Zafranović                             |
| 1978 | 2                                             | Bravo Maestro                                 | Bravo maestro                                 | Rajko Grlić                                   |
| 1978 | 3                                             | The Dog Who Loved Trains                      | Pas koji je voleo vozove                      | Goran Paskaljević                             |
| 1979 | 1                                             | Trophy                                        | Trofej                                        | Karolj Viček                                  |
| 1979 | 2                                             | Burning                                       | Usijanje                                      | Boro Drašković                                |
| 1979 | 3                                             | The Days on Earth Are Flowing                 | Zemaljski dani teku                           | Goran Paskaljević                             |
| 1980 | 1                                             | Petria's Wreath                               | Petrijin venac                                | Srđan Karanović                               |
| 1980 | 2                                             | The Secret of Nikola Tesla                    | Tajna Nikole Tesle                            | Krsto Papić                                   |
| 1980 | 3                                             | Who's That Singing Over There                 | Ko to tamo peva                               | Slobodan Šijan                                |

### 1981 – 1990
Din 1981 nu s-a mai acordat premii pentru locurile doi și trei.  Următorul tabel cuprinde toți câștigătorii din 1981 până în 1990. Premiul Marea Arenă de Aur pentru cel mai bun film nu a fost acordat în 1982.
| An   | Titlu internațional                                                  | Titlu original                                | Regizor(i)                                    |
| ---- | -------------------------------------------------------------------- | --------------------------------------------- | --------------------------------------------- |
| 1981 | The Fall of Italy                                                    | Pad Italije                                   | Lordan Zafranović                             |
| 1982 | Premiul Marea Arenă de Aur nu a fost acordat.                        | Premiul Marea Arenă de Aur nu a fost acordat. | Premiul Marea Arenă de Aur nu a fost acordat. |
| 1983 | Body Scent                                                           | Zadah tela                                    | Živojin Pavlović                              |
| 1984 | Balkan Spy                                                           | Balkanski špijun                              | Dušan Kovačević Božidar Nikolić               |
| 1985 | When Father Was Away on Business (ro.: Tata în călătorie de afaceri) | Otac na službenom putu                        | Emir Kusturica                                |
| 1986 | Happy New Year '49                                                   | Srećna nova '49.                              | Stole Popov                                   |
| 1987 | Reflections                                                          | Već viđeno                                    | Goran Marković                                |
| 1988 | My Uncle's Legacy                                                    | Život sa stricem                              | Krsto Papić                                   |
| 1989 | The Meeting Point                                                    | Sabirni centar                                | Goran Marković                                |
| 1990 | Silent Gunpowder                                                     | Gluvi barut                                   | Bato Čengić                                   |

### 1991 – 2018
După destrămarea Iugoslaviei la începutul anilor 1990 și declanșarea Războiului de Independență al Croației (1991-1995) anul următor, festivalul a fost anulat în 1991. În 1992 a fost relansat ca Festivalul de Film Pula (spre deosebire de Festivalul Filmului Iugoslav așa cum era cunoscut mai devreme). Categoriile și denumirile premiilor au rămas neschimbate, însă selecția a fost redusă doar pentru filmele croate, deoarece nu au mai participat filme din celelalte cinci republici ale fostei Iugoslavii (Slovenia, Republica Macedonia, Bosnia și Herțegovina și Serbia și Muntenegru). Acest lucru a făcut că numărul de filme eligibile pentru premiu a scăzut drastic, ceea ce a dus chiar la anularea ceremoniei de decernare a premiilor în 1994, deoarece în ultimele 12 luni a fost produs doar un film croat din cauza războiului.
| An   | Titlu internațional                 | Titlu original                         | Regizor(i)                          |
| ---- | ----------------------------------- | -------------------------------------- | ----------------------------------- |
| 1991 | Festivalul a fost anulat.           | Festivalul a fost anulat.              | Festivalul a fost anulat.           |
| 1992 | Story from Croatia                  | Priča iz Hrvatske                      | Krsto Papić                         |
| 1993 | Countess Dora                       | Kontesa Dora                           | Zvonimir Berković                   |
| 1994 | Competiția națională a fost anulată | Competiția națională a fost anulată    | Competiția națională a fost anulată |
| 1995 | Washed Out                          | Isprani                                | Zrinko Ogresta                      |
| 1996 | How the War Started on My Island    | Kako je počeo rat na mom otoku         | Vinko Brešan                        |
| 1997 | Mondo Bobo                          | Mondo Bobo                             | Goran Rušinović                     |
| 1998 | When the Dead Start Singing         | Kad mrtvi zapjevaju                    | Krsto Papić                         |
| 1999 | Madonna                             | Bogorodica                             | Neven Hitrec                        |
| 2000 | Marshal Tito's Spirit               | Maršal                                 | Vinko Brešan                        |
| 2001 | Slow Surrender                      | Polagana predaja                       | Bruno Gamulin                       |
| 2002 | Fine Dead Girls                     | Fine mrtve djevojke                    | Dalibor Matanić                     |
| 2003 | Here                                | Tu                                     | Zrinko Ogresta                      |
| 2004 | Long Dark Night                     | Duga mračna noć                        | Antun Vrdoljak                      |
| 2005 | What Iva Recorded                   | Što je Iva snimila 21. listopada 2003. | Tomislav Radić                      |
| 2006 | All for Free                        | Sve džaba                              | Antonio Nuić                        |
| 2007 | The Living and the Dead             | Živi i mrtvi                           | Kristijan Milić                     |
| 2008 | No One's Son                        | Ničiji sin                             | Arsen Anton Ostojić                 |
| 2009 | Metastases                          | Metastaze                              | Branko Schmidt                      |
| 2010 | Just Between Us                     | Neka ostane među nama                  | Rajko Grlić                         |
| 2011 | Kotlovina                           | Kotlovina                              | Tomislav Radić                      |
| 2012 | A Letter to My Father               | Pismo ćaći                             | Damir Čučić                         |
| 2013 | A Stranger                          | Obrana i zaštita                       | Bobo Jelčić                         |
| 2014 | Number 55                           | Broj 55                                | Kristijan Milić                     |
| 2015 | The High Sun                        | Zvizdan                                | Dalibor Matanić                     |
| 2016 | On the Other Side                   | S one strane                           | Zrinko Ogresta                      |
| 2017 | A Brief Excursion                   | Kratki izlet                           | Igor Bezinović                      |
| 2018 | Mali                                | Mali                                   | Antonio Nuić                        |

### Arena de Aur pentru cel mai bun regizor
Arena de Aur pentru cel mai bun regizor (în croată Zlatna arena za režiju) este un premiu acordat la Festivalul de Film de la Pula celui mai bun regizor de film. Prima dată acordat în 1955 celui mai bun regizor de film iugoslav, din 1992 s-a acordat celui mai bun regizor de film croat. În continuare este prezentată o listă a câștigătorilor din cele două perioade:
| An (Ediție) | Regizor iugoslav                                                                   | Titlu internațional                                                                | Titlu original                                                                     | Ref. |
| ----------- | ---------------------------------------------------------------------------------- | ---------------------------------------------------------------------------------- | ---------------------------------------------------------------------------------- | ---- |
| 01954 (1)   | Nu a fost format un juriu care să acorde premiul în 1954.                          | Nu a fost format un juriu care să acorde premiul în 1954.                          | Nu a fost format un juriu care să acorde premiul în 1954.                          |      |
| 01955 (2)   | František Čáp                                                                      | Moments of Decision                                                                | Trenutki odločitve                                                                 |      |
| 01956 (3)   | Branko Bauer                                                                       | Don't Look Back, My Son                                                            | Ne okreći se sine                                                                  |      |
| 01957 (4)   | Soja Jovanović                                                                     | Priests Ćira and Spira                                                             | Pop Ćira i pop Spira                                                               |      |
| 01958 (5)   | Nikola Tanhofer                                                                    | H-8                                                                                | H-8                                                                                |      |
| 01959 (6)   | Jože Babič                                                                         | Three Quarters of a Sun                                                            | Tri četrtine sonca                                                                 |      |
| 01960 (7)   | Veljko Bulajić                                                                     | Atomic War Bride                                                                   | Rat                                                                                |      |
| 01961 (8)   | Premiul Arena de Aur pentru cel mai bun regizor nu a fost acordat în 1961 și 1962. | Premiul Arena de Aur pentru cel mai bun regizor nu a fost acordat în 1961 și 1962. | Premiul Arena de Aur pentru cel mai bun regizor nu a fost acordat în 1961 și 1962. |      |
| 01962 (9)   | Premiul Arena de Aur pentru cel mai bun regizor nu a fost acordat în 1961 și 1962. | Premiul Arena de Aur pentru cel mai bun regizor nu a fost acordat în 1961 și 1962. | Premiul Arena de Aur pentru cel mai bun regizor nu a fost acordat în 1961 și 1962. |      |
| 01963 (10)  | Branko Bauer (împărțit) (2)                                                        | Face to Face                                                                       | Licem u lice                                                                       |      |
| 01963 (10)  | Igor Pretnar (împărțit)                                                            | Wild Growth                                                                        | Samorastniki                                                                       |      |
| 01964 (11)  | Žika Mitrović (împărțit)                                                           | March on the Drina                                                                 | Marš na Drinu                                                                      |      |
| 01964 (11)  | France Štiglic (împărțit)                                                          | Don't Cry, Peter                                                                   | Ne joči, Peter                                                                     |      |
| 01965 (12)  | Aleksandar Petrović                                                                | Three                                                                              | Tri                                                                                |      |
| 01966 (13)  | Vatroslav Mimica                                                                   | Monday or Tuesday                                                                  | Ponedjeljak ili utorak                                                             |      |
| 01967 (14)  | Puriša Đorđević (împărțit)                                                         | The Morning                                                                        | Jutro                                                                              |      |
| 01967 (14)  | Aleksandar Petrović (împărțit) (2)                                                 | I Even Met Happy Gypsies                                                           | Skupljači perja                                                                    |      |
| 01968 (15)  | Živojin Pavlović                                                                   | When I Am Pale and Dead                                                            | Kad budem mrtav i beo                                                              |      |
| 01969 (16)  | Fedor Škubonja                                                                     | Donwnstream from the Sun                                                           | Nizvodno od sunca                                                                  |      |
| 01970 (17)  | Krsto Papić                                                                        | Handcuffs                                                                          | Lisice                                                                             |      |
| 01971 (18)  | Kiril Cenevski                                                                     | Black Seed                                                                         | Crno seme                                                                          |      |
| 01972 (19)  | Aleksandar Petrović (3)                                                            | The Master and Margaret                                                            | Maestro i Margarita                                                                |      |
| 01973 (20)  | Matjaž Klopčič                                                                     | Blossoms in Autumn                                                                 | Cvetje v jesen                                                                     |      |
| 01974 (21)  | Zdravko Velimirović                                                                | Death and the Dervish                                                              | Derviš i smrt                                                                      |      |
| 01975 (22)  | Matjaž Klopčič (2)                                                                 | Fear                                                                               | Strah                                                                              |      |
| 01976 (23)  | Goran Paskaljević                                                                  | Beach Guard in Winter                                                              | Čuvar plaže u zimskom periodu                                                      |      |
| 01977 (24)  | Živojin Pavlović (2)                                                               | Manhunt                                                                            | Hajka                                                                              |      |
| 01978 (25)  | Srđan Karanović                                                                    | Fragrance of Wild Flowers                                                          | Miris poljskog cveća                                                               |      |
| 01979 (26)  | Fadil Hadžić                                                                       | Journalist                                                                         | Novinar                                                                            |      |
| 01980 (27)  | Goran Paskaljević (2)                                                              | Special Treatment                                                                  | Poseban tretman                                                                    |      |
| 01981 (28)  | Premiul Arena de Aur pentru cel mai bun regizor nu a fost acordat în 1981.         | Premiul Arena de Aur pentru cel mai bun regizor nu a fost acordat în 1981.         | Premiul Arena de Aur pentru cel mai bun regizor nu a fost acordat în 1981.         |      |
| 01982 (29)  | Miloš Radivojević                                                                  | Living Like the Rest of Us                                                         | Živeti kao sav normalan svet                                                       |      |
| 01983 (30)  | Srđan Karanović (2)                                                                | Something in Between                                                               | Nešto između                                                                       |      |
| 01984 (31)  | Rajko Grlić                                                                        | In the Jaws of Life                                                                | U raljama života                                                                   |      |
| 01985 (32)  | Emir Kusturica                                                                     | When Father Was Away on Business                                                   | Otac na službenom putu                                                             |      |
| 01986 (33)  | Lordan Zafranović                                                                  | Evening Bells                                                                      | Večernja zvona                                                                     |      |
| 01987 (34)  | Vladimir Blaževski                                                                 | Hi-Fi                                                                              | Haj-faj                                                                            |      |
| 01988 (35)  | Žarko Dragojević                                                                   | A House by the Tracks                                                              | Kuće pored pruge                                                                   |      |
| 01989 (36)  | Jože Pogačnik                                                                      | Cafe Astoria                                                                       | Kavana Astoria                                                                     |      |
| 01990 (37)  | Filip Robar Dorin                                                                  | The Windhunter                                                                     | Veter v mreži                                                                      |      |

Din 1992 s-a acordat Arena de Aur pentru cel mai bun regizor croat:
| An (Ediție) | Regizor croat                                                                     | Titlu internațional                                                               | Titlu original                                                                    | Ref. |
| ----------- | --------------------------------------------------------------------------------- | --------------------------------------------------------------------------------- | --------------------------------------------------------------------------------- | ---- |
| 01991 (38)  | Festival anulat.                                                                  | Festival anulat.                                                                  | Festival anulat.                                                                  |      |
| 01992 (39)  | Krsto Papić (2)                                                                   | Story from Croatia                                                                | Priča iz Hrvatske                                                                 |      |
| 01993 (40)  | Davor Žmegač                                                                      | The Golden Years                                                                  | Zlatne godine                                                                     |      |
| 01994 (41)  | Programul național cinematografic a fost anulat, niciun premiu nu a fost acordat. | Programul național cinematografic a fost anulat, niciun premiu nu a fost acordat. | Programul național cinematografic a fost anulat, niciun premiu nu a fost acordat. |      |
| 01995 (42)  | Zrinko Ogresta                                                                    | Washed Out                                                                        | Isprani                                                                           |      |
| 01996 (43)  | Vinko Brešan                                                                      | How the War Started on My Island                                                  | Kako je počeo rat na mom otoku                                                    |      |
| 01997 (44)  | Goran Rušinović                                                                   | Mondo Bobo                                                                        | Mondo Bobo                                                                        |      |
| 01998 (45)  | Krsto Papić (3)                                                                   | When the Dead Start Singing                                                       | Kad mrtvi zapjevaju                                                               |      |
| 01999 (46)  | Zrinko Ogresta (2)                                                                | Red Dust                                                                          | Crvena prašina                                                                    |      |
| 02000 (47)  | Lukas Nola                                                                        | Celestial Body                                                                    | Nebo, sateliti                                                                    |      |
| 02001 (48)  | Bruno Gamulin                                                                     | Slow Surrender                                                                    | Polagana predaja                                                                  |      |
| 02002 (49)  | Dalibor Matanić                                                                   | Fine Dead Girls                                                                   | Fine mrtve djevojke                                                               |      |
| 02003 (50)  | Vinko Brešan (2)                                                                  | Witnesses                                                                         | Svjedoci                                                                          |      |
| 02004 (51)  | Antun Vrdoljak                                                                    | Long Dark Night                                                                   | Duga mračna noć                                                                   |      |
| 02005 (52)  | Tomislav Radić                                                                    | What Iva Recorded                                                                 | Što je Iva snimila 21. listopada 2003.                                            |      |
| 02006 (53)  | Antonio Nuić                                                                      | All for Free                                                                      | Sve džaba                                                                         |      |
| 02007 (54)  | Kristijan Milić                                                                   | The Living and the Dead                                                           | Živi i mrtvi                                                                      |      |
| 02008 (55)  | Arsen Anton Ostojić                                                               | No One's Son                                                                      | Ničiji sin                                                                        |      |
| 02009 (56)  | Goran Dević (co-regizor)                                                          | The Blacks                                                                        | Crnci                                                                             |      |
| 02009 (56)  | Zvonimir Jurić (co-regizor)                                                       | The Blacks                                                                        | Crnci                                                                             |      |
| 02010 (57)  | Rajko Grlić (2)                                                                   | Just Between Us                                                                   | Neka ostane među nama                                                             |      |
| 02011 (58)  | Dalibor Matanić (2)                                                               | Daddy                                                                             | Ćaća                                                                              |      |
| 02012 (59)  | Branko Schmidt                                                                    | Vegetarian Cannibal                                                               | Ljudožder vegetarijanac                                                           |      |
| 02013 (60)  | Bobo Jelčić                                                                       | A Stranger                                                                        | Obrana i zaštita                                                                  |      |
| 02014 (61)  | Kristijan Milić (2)                                                               | Number 55                                                                         | Broj 55                                                                           |      |
| 02015 (62)  | Dalibor Matanić (3)                                                               | The High Sun                                                                      | Zvizdan                                                                           |      |
| 02016 (63)  | Zrinko Ogresta (3)                                                                | On the Other Side                                                                 | S one strane                                                                      |      |
| 02017 (64)  | Hana Jušić                                                                        | Quit Staring at My Plate                                                          | Ne gledaj mi u pijat                                                              |      |
| 02018 (65)  | Nevio Marasović                                                                   | Comic Sans                                                                        | Comic Sans                                                                        |      |

Câștigători multipli
Următorii regizori au câștigat mai multe premii Arena de Aur. Lista este sortată după numărul de premii. Anii cu text aldin indică câștigătorii din competiția iugoslavă (1955–1990). Premiile împărțite sunt indicate cu un asterisc (*).
| - 3 : Aleksandar Petrović (1965, 1967*, 1972) - 3 : Krsto Papić (1970, 1992, 1998) - 3 : Dalibor Matanić (2002, 2011, 2015) - 3 : Zrinko Ogresta (1995, 1999, 2016) - 2 : Branko Bauer (1956*, 1963) - 2 : Matjaž Klopčič (1973, 1975) | - 2 : Živojin Pavlović (1968, 1977) - 2 : Goran Paskaljević (1976, 1980) - 2 : Srđan Karanović (1978, 1983) - 2 : Vinko Brešan (1996, 2003) - 2 : Rajko Grlić (1984, 2010) - 2 : Kristijan Milić (2007, 2014) |  |

## Persoane celebre
Printre persoanele celebre care au vizitat Festivalul de Film de la Pula în timpul perioadei sale iugoslave se numără Orson Welles, Sophia Loren, Sam Peckinpah, Richard Burton, Elizabeth Taylor, Yul Brynner si multe altele.
Din 1992, au vizitat festivalul actori precum John Malkovich, Ralph Fiennes, Ben Kingsley, Jeremy Irons, regizori de film ca Phillip Noyce și Jiří Menzel și producători de film precum Branko Lustig.

## Directori și organizatori ai festivalului
1. Marijan Rotar (1954.)
2. Milan Luks (1958.)
3. Božidar Torbica (1959. – 1960.)
4. Branko Bekić (1961. – 1962.)
5. Dejan Kosanović (1963. – 1967.)
6. Petar Volk (1968. – 1971.)
7. Miodrag Miša Novaković (1972. – 1974.)
8. Martin Bizjak (1975. – 1984.)
9. Gorka Ostojić Cvajner (1985. – 1993.)
10. Branka Sömen (1995.)
11. Ljubo Šikić (1996.)
12. Davorka Lovrečić (1997.)
13. Ljubo Šikić (1998.)
14. Arsen Oremović (1999.)
15. Armando Debeljuh (2000. – 2002.)
16. Tedi Lušetić (2003.)
17. Mladen Lučić (2004. – 2006.)
18. Zdenka Višković-Vukić (2007. – 2013.)
19. Gordana Restović (2014.)

## Legături externe
- http://www.pulafilmfestival.hr/ Site-ul oficial